# ديون سميث
ديون سميث (بالإنجليزية: Dion Smith) (و. 1993  م) هو راكب دراجة هوائية نيوزيلندي، شارك في سباق طواف فرنسا 2017، وطواف فرنسا 2018.

## سباقات أو مراحل فاز بها
| التاريخ        | السباق                                         | المركز                                                                   |
| -------------- | ---------------------------------------------- | ------------------------------------------------------------------------ |
| 11 أغسطس 2013  | سباق النرويج 2013                              | التاسع في تصنيف أفضل شاب                                                 |
| 01 يونيو 2014  | 2014 The Philadelphia Cycling Classic          |                                                                          |
| 01 فبراير 2015 | طواف نيوزيلندا الكلاسيكي 2015                  |                                                                          |
| 14 يونيو 2015  | تور دي بوس 2015                                |                                                                          |
| 09 أغسطس 2015  | طواف يوتا 2015                                 | الثالث في تصنيف النقاط، الرابع في تصنيف أفضل شاب، الرابع في تصنيف الجبال |
| 10 يناير 2016  | سباق الطريق للرجال في بطولة نيوزيلندا 2016     |                                                                          |
| 31 يناير 2016  | سباق كاديل ايفانز 2016                         | العاشر في التصنيف العام                                                  |
| 20 فبراير 2016 | 2016 REV Classic                               | الأول في التصنيف العام                                                   |
| 02 أبريل 2016  | جائزة ميغيل إندوراين 2016                      | المرتبة 16 في التصنيف العام                                              |
| 01 مايو 2016   | طواف يوركشاير 2016                             | العاشر في التصنيف العام                                                  |
| 08 مايو 2016   | أربعة أيام من دونكيرك 2016                     | الخامس في التصنيف العام                                                  |
| 08 يناير 2017  | بطولة نيوزيلندا لسباق الدراجات على الطريق 2017 |                                                                          |
| 17 سبتمبر 2020 | كوبا ساباتيني 2020                             | الأول في التصنيف العام                                                   |
| 25 يوليو 2022  | برويبا فيلافرانسا دي أورديزيا 2022             |                                                                          |
| 05 أبريل 2025  | فولتا ليمبورغ الكلاسيكي 2025                   |                                                                          |

## روابط خارجية
- ديون سميث على موقع الاتحاد الدولي للدراجات (الإنجليزية)
- ديون سميث على موقع أرشيف الدراجات (الإنجليزية)
- ديون سميث على موقع إحصائيات الدراجات الإحترافية (الإنجليزية)
- ديون سميث على موقع نسبة الدراجات (الإنجليزية)